# Eucologe

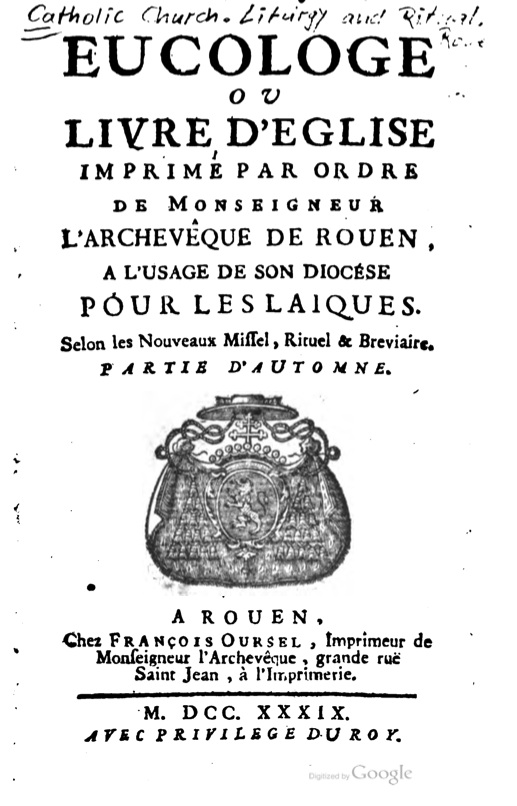
Page de titre d'un eucologe du XVIIIe siècle, à l'usage du diocèse de Rouen.

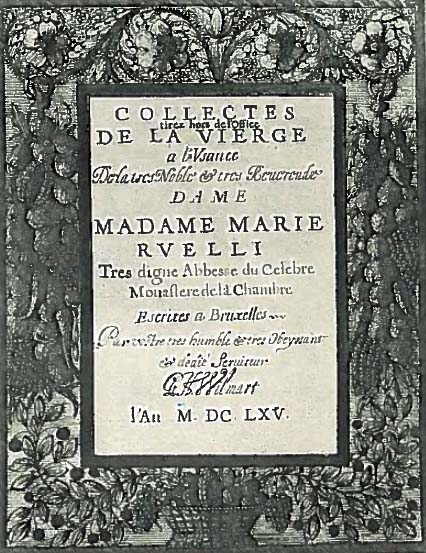
Eucologe de Marie Rovelli, abbesse de l'abbaye de la Cambre (1655).

Un eucologe, ou euchologe, (en grec euchologion), est un livre de prières, un missel contenant les offices des dimanches et des principales fêtes de l'année. On dit aussi paroissial ou paroissien.

## Description
Un eucologe est en général un ouvrage épais, puisqu'il contient des prières particulières pour chaque dimanche et pour chacune des fêtes. Il est conçu pour servir un certain temps et est en général précédé d'une sorte de calendrier universel qui indique, pour chaque jour, les années où ce jour tombe un dimanche. Un eucologe peut aussi contenir un psautier qui, pour chaque heure de prière du jour, de Matines aux Vêpres et chaque jour de semaine, propose des prières spécifiques.
L'introduction contient également la liste des jours fériés, avec une méthode pour les calculer, le tout couvrant une période de trente ou quarante ans. L'eucologe est parfois présenté en plusieurs volumes, couvrant chacun une saison.
Les célébrations des fêtes des saints prennent une place considérable. Comme les saints ont une importance variable selon les régions et les diocèses, les eucologes, comme d'autres livres liturgiques, sont édités « à l'usage » d'un diocèse ou d'une région. On en trouve à l'usage de Paris ou à l'usage du diocèse de Rouen. De même, des ordres religieux peuvent avoir leur propre eucologe, comme un Eucologe romain à l'usage des collèges de la compagnie de Jésus de 1862 conservé à la Bibliothèque nationale.
Aujourd'hui, l'abbaye du Barroux vend encore un abrégé du missel, appelé Missel des dimanches et des fêtes.

## Rite byzantin
Dans les Églises de rite byzantin, l'eucologe est plus spécialement destiné au diacre et au prêtre. Le rituel contenant l'ordonnance de l'office et les chants, destiné au lecteur et au chantre, s'appelle l'horologion.